# Restauration zum Baeckehiesel

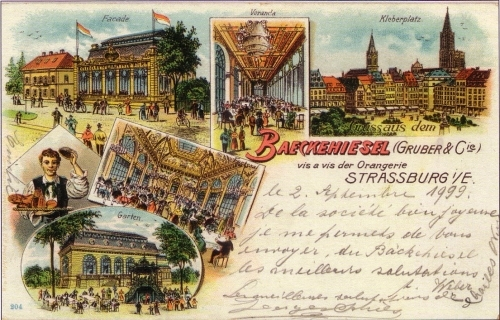
Ansichtskarte um 1900

Die Restauration zum Baeckehiesel war ein Lokal mit Festsaal im Jugendstil (1890) beim Orangeriepark in der Allée de la Robertsau in Straßburg. An der Stelle des 1954 abgebrochenen Baeckehiesel befindet sich heute ein Wohnkomplex aus dem Jahr 1960.

## Geschichte

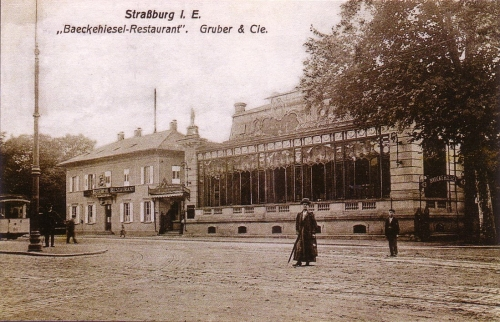
Der Anbau von 1890 (Festsaal), Zustand um 1900

Um das Jahr 1880 wurde das Restaurant Baeckehiesel als ein schlichtes Gebäude erbaut. Es befand sich gegenüber dem Eingang zum Park der Orangerie.
Im Jahre 1890 ließ der Betreiber Gruber & Cie. einen Ball- und Bankettsaal nach Entwürfen des Architekten M. Schopp (verstorben 1898) im Jugendstil errichten, der mit seiner Ausstattung aus Stein, Metall und Glas mit dem ursprünglichen und eher bescheidenen Lokal kontrastierte. Der Saal diente auch für Ausstellungen und als Festsaal, so für Automobilausstellungen oder für Maskenbälle. Dem Gebäude schloss sich zur alten „Place Lenôtre“ ein Sommergarten an. Das Lokal war somit vielseitig verwendbar und entwickelte sich zu Beginn des 20. Jahrhunderts zu einer bekannten und beliebten Adresse in Straßburg.
Das Etablissement Baeckehiesel wurde 1954 abgerissen. Erhalten geblieben ist nur das Relief eines grüßenden Bäckerjungen, das heute die Fassade einer Patisserie in der Rue du 22 Novembre schmückt. An der Stelle des Baeckehiesel befindet sich nun ein im Jahre 1960 nach Plänen von Charles-Gustave Stoskopf und Walter Oehler errichteter Wohnkomplex.

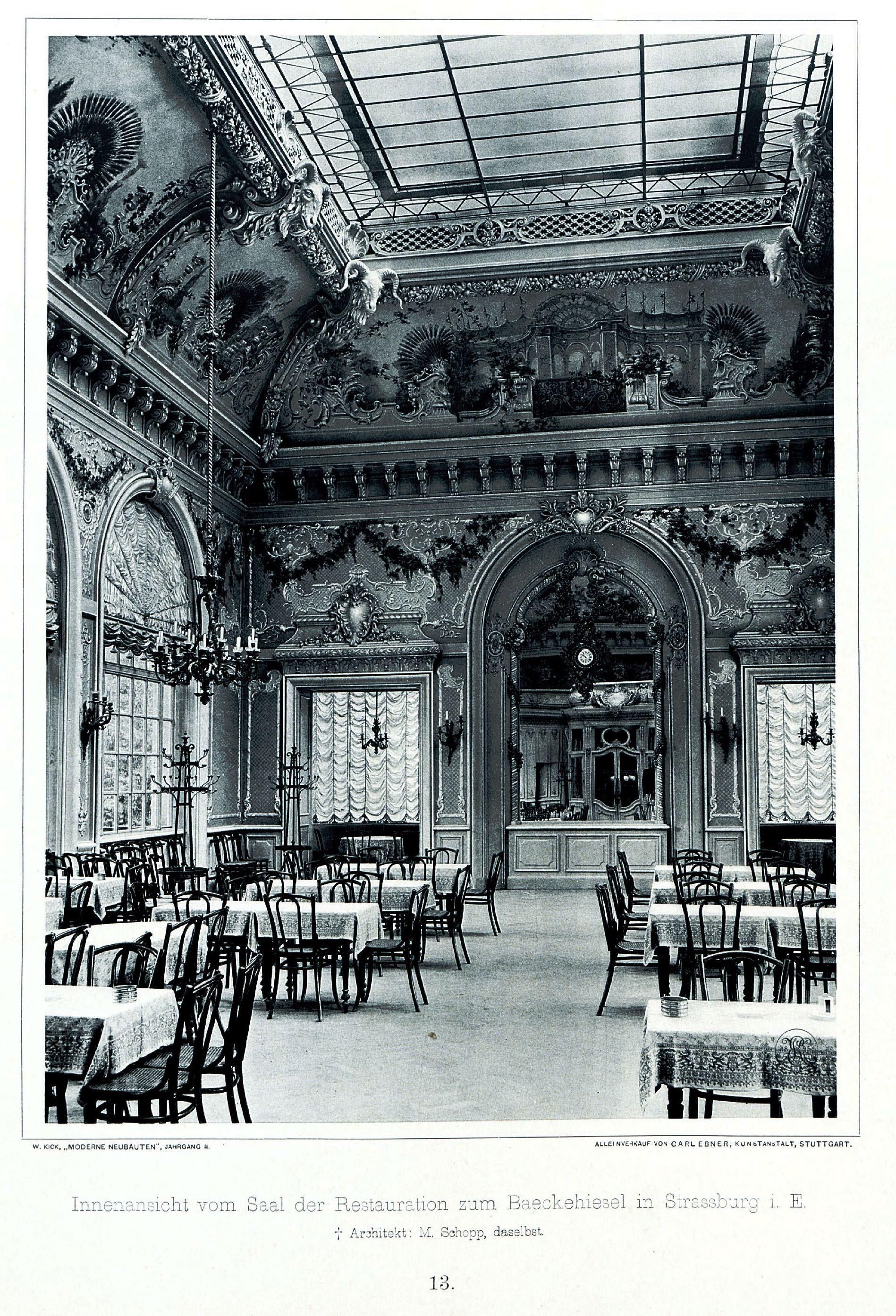
Festsaal
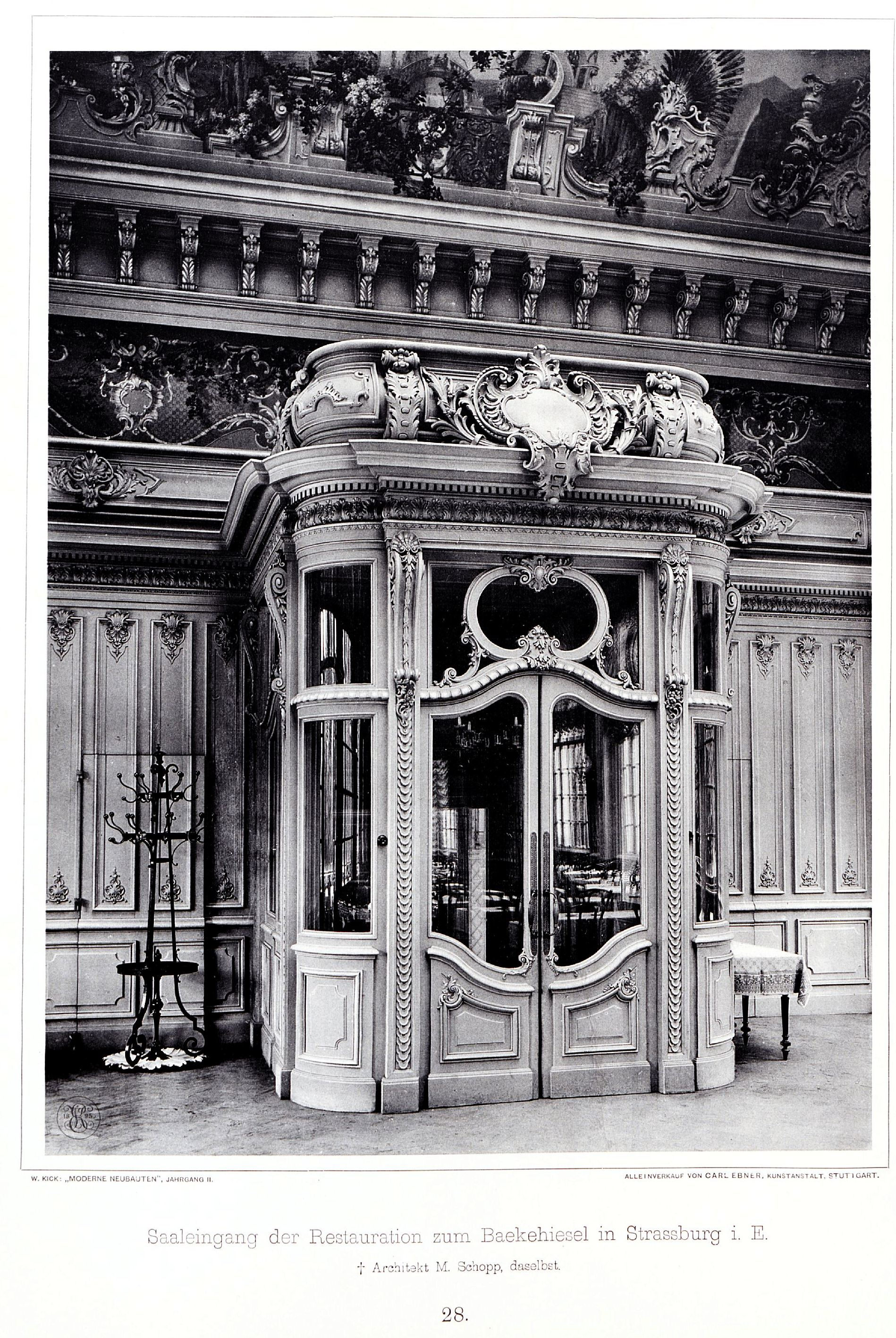
Eingang